# Класифікація секретної інформації у Великій Британії

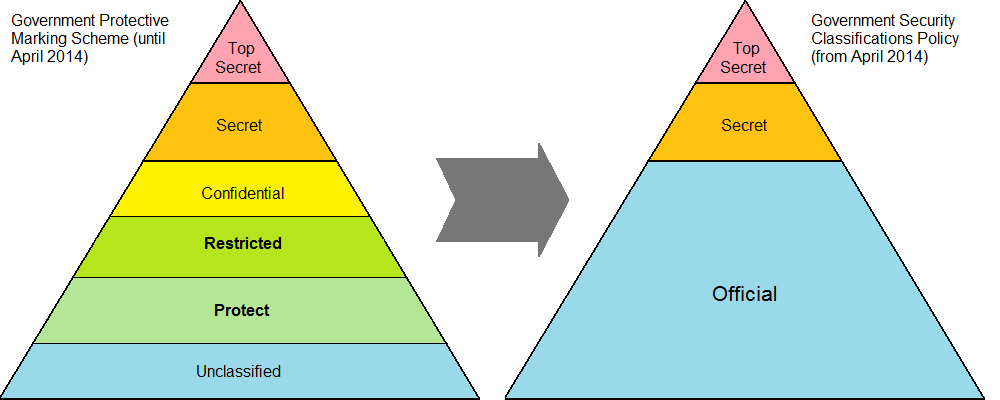
Зміна системи класифікації секретної інформації у Великій Британії

Політика захисту урядової секретної інформації у Великій Британії останнім часом визначається керівництвом Security Policy Framework (SPF) , яке замінило раніше існуючий документ Manual of Protective Security (MPS). SPF містить основні принципи політик безпеки та керівництво з управління безпекою та ризиками для державних установ Великої Британії та пов'язаних з ним органів. SPF включає близько 70 рекомендацій в області політики інформаційної безпеки, згрупованих за 7 розділами: 
1. Управління, включаючи управління ризиками
2. Контроль доступу та засекречування інформації
3. Персонал, відповідальний за інфобезпеку
4. Забезпечення інформаційної безпеки
5. Фізична безпека
6. Боротьба з тероризмом
7. Безперервність бізнесу.

Зміст SPF розроблено частково Управлінням безпеки апарату Кабінету Міністрів Великої Британії, частково — Центром урядового зв'язку (головним органом Великої Британії у сфері криптографії та захисту урядової інформації).

## Рівні секретності
Класифікація урядової секретної інформації у Великій Британії налічує п'ять рівнів секретності, що позначаються відповідними ключовими словами.. Ключове слово повинно бути написано великими літерами в центрі верхньої та нижньої частини кожної сторінки секретного документа. Рівні секретності, в порядку убування:

### Цілком таємно
До інформації, позначеної «Цілком таємно» (англ. Top secret), зазвичай відносять відомості, втрата яких може призвести до значних людських жертв, міжнародних дипломатичних інцидентів, або поставити під удар розвідувальні операції. Аж до Другої світової війни, найвищий рівень секретності у Великій Британії був «вища секретність» (англ. Most Secret), згодом цей термін замінили для того, щоб узгодити з термінологією секретності уряду США. 

### Таємно
«Таємно» (англ. Secret) цей рівень використовується для інформації, розголос якої може становити загрозу для життя, громадського порядку або завдати шкоди дипломатичним відносинам з дружніми країнами.

### Конфіденційно
«Конфіденційно» (англ. Confidential). Наслідки розкриття конфіденційної інформації можуть включати порушення особистих свобод, шкоду дипломатичним відносинам, серйозні порушення повсякденного життя в країні. 

### Обмежений доступ
Інформація, позначена як «обмежений доступ» (англ. Restricted) у разі розголошення може заподіяти значні незручності для осіб, що впливають на ефективність бойових дій, або співробітникам правоохоронних органів.

### Захищена інформація
«Захищена інформація» (англ. Protect) містить відомості, які у разі опублікування можуть призвести до фінансових втрат або упущення вигоди, завдати шкоди розслідуванню або сприяти вчиненню злочину, або заподіяти шкоду уряду в комерційних чи політичних переговорах.
Для захисту секретної інформації уряд Великої Британії має систему допусків. Зберігання, розсекречення та знищення секретних матеріалів проводиться у порядку, визначеному в Manual of Protective Security.
Секретна інформація поряд із зазначенням рівня секретності, може бути маркована спеціальною міткою-дескриптором, яка визначає сферу, до якої належить ця інформація. 
Приклади дескрипторів (неповний список) :
- Бюджет
- Комерційний
- Нагороди
- Управління
- Медичний
- Персональні дані
- Політика
- Персонал
- Відвідини (британських або іноземних членів королівської родини та міністрів)

## Обмеження, пов'язані з громадянством
Секретна інформація може також мати додаткові позначки, яка вказує, яке громадянство повинні мати особи для допуску до цієї інформації, наприклад: 
- UK EYES ONLY (Тільки для громадян Великої Британії);
- CANUKUS EYES ONLY (Тільки для громадян Великої Британії, Канади та США);
- AUSCANNZUKUS (Тільки для громадян Великої Британії, Австралії, Нової Зеландії, Канади і США, тобто країн, пов'язаних договором про радіоелектронну розвідку UKUS SIGINT, т. зв. «П'ять очей»).

## Інші терміни, пов'язані із засекречуванням інформації
Секретні матеріали, залежно від змісту (наприклад, що стосуються ядерної зброї, ядерних випробувань, радіоактивних матеріалів, тощо), можуть мати й інше маркування, яке вказує на категорію осіб, які можуть бути допущені або не допущені до даних матеріалів, наприклад: 
- LOCSEN (від англ. has local sensitivity) — має локальну чутливість, не можуть бути доступні муніципальним службовцям;
- NATSEN (від англ. has national sensitivity) — має національну чутливість;
- DEDIP, DESDEN — не може бути показано певним категоріям посадових осіб.